# Parkinsonia praecox
El palo mantecoso, brea o Yabo (Parkinsonia praecox) es un árbol de la familia de las fabáceas. Su tronco es verde azul. Sus hojas se desprenden en la época de sequía. Habita en áreas secas del sur de los Estados Unidos, norte de México, en áreas secas de Argentina, sur de Paraguay, sur de Bolivia, Colombia, Venezuela y zonas secas al sur de Brasil. Florece a comienzos de la primavera y es abundante fuente de néctar y polen.

## Generalidades
Parkinsonia praecox, también conocido como brea, chañar brea, palo verde, breña, Yabo, Cuica es una especie de árbol o arbusto que habita en áreas secas del sur de los Estados Unidos, norte de México, en áreas secas de Argentina, Sur de Paraguay, Sur de Bolivia

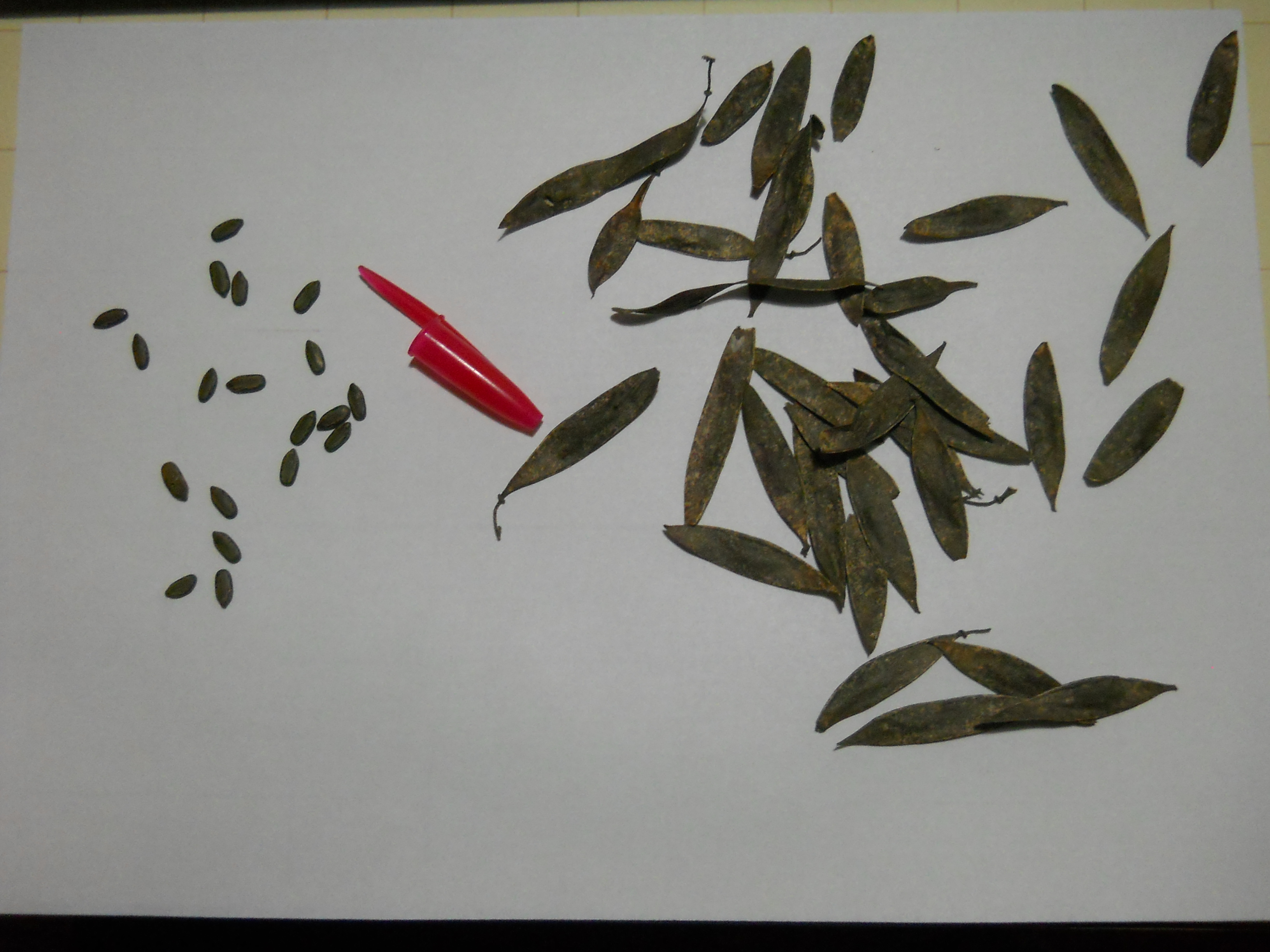
Cada vaina, posee 1 semilla, ocasionalmente 2.

Es una excelente opción como especie precursora del suelo, ya que se adapta fácilmente a suelos desérticos, degradados, con baja disponibilidad hídrica, y coloniza rápidamente el área. Se lo encuentra en zonas áridas o semiáridas (generalmente con regímenes pluviométricos desde los 300mm hasta los 850mm anuales, aunque la subespecie glaucum se encuentra desde los 200mm hasta los 300mm anuañes), incluso formando rodales (breales) puros, aunque muchas veces en Argentina se lo puede ver junto al Schinopsis lorentzii, Acacia aroma, Schinopsis balansae, Prosopis ruscifolia, Ziziphus mistol, Senna aphylla y al Aspidosderma quebracho-blanco.
Alcanza un tamaño relativamente pequeño y posee un interesante valor melífero, ya que produce abundante polen y néctar.
No es un árbol muy longevo, vive unos 20 a 30 años y llega a adulto rápidamente (3 a 5 años).
Forma parte de las grandes unidades de vegetación del parque Chaqueño.

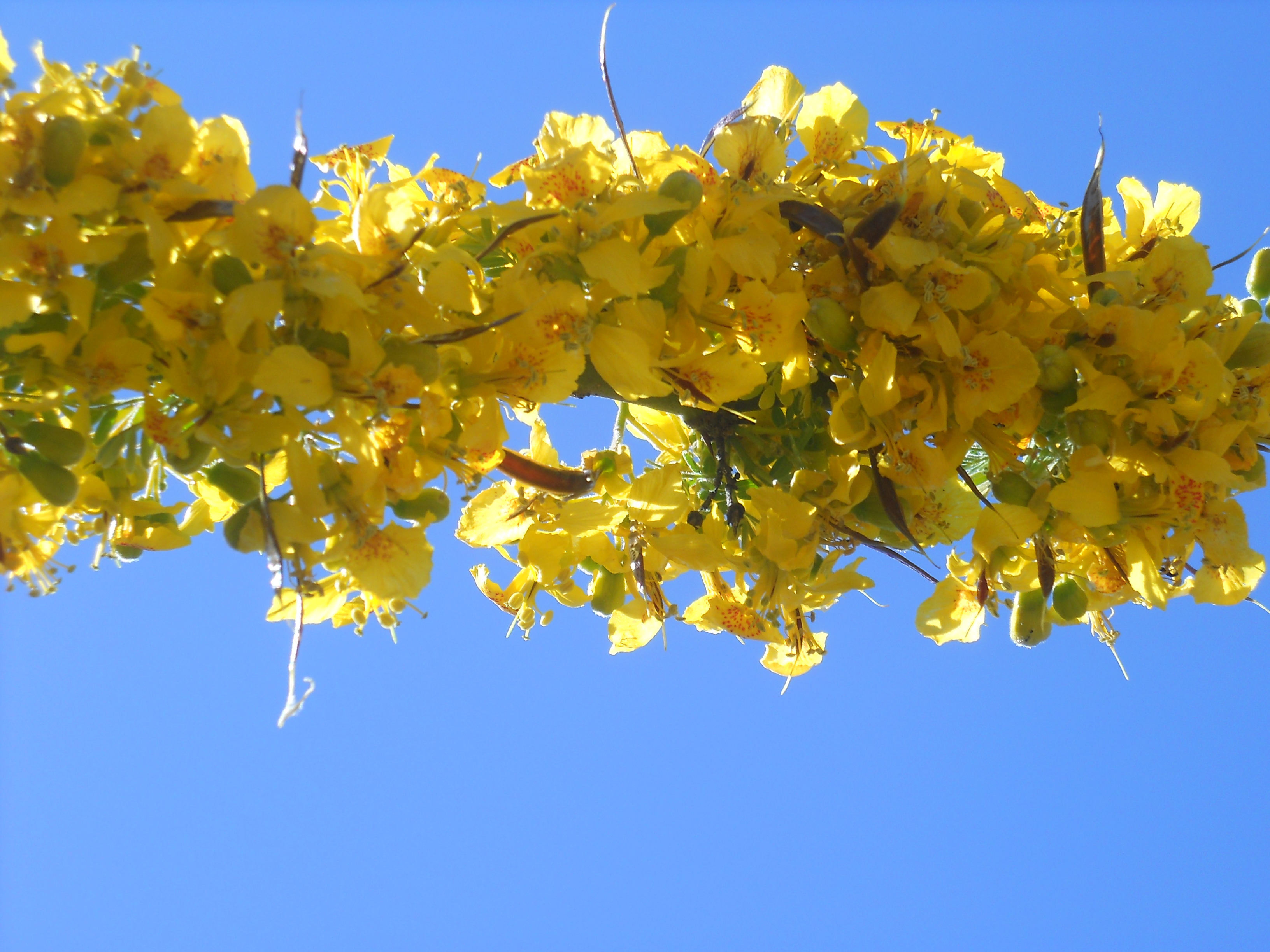
Sus ramas se cubren de flores y aportan un bello marco al paisaje

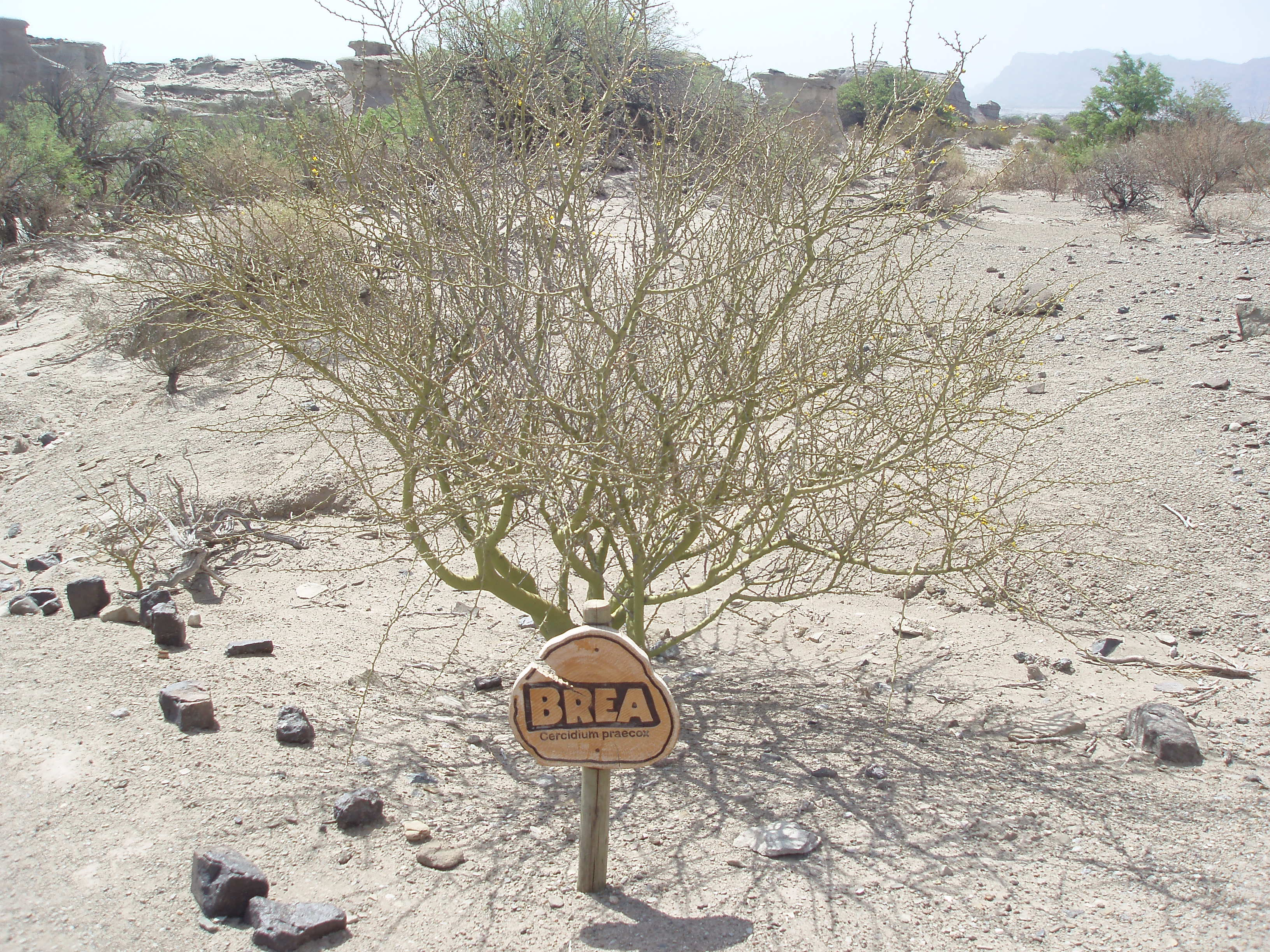
Vista de la planta en su hábitat

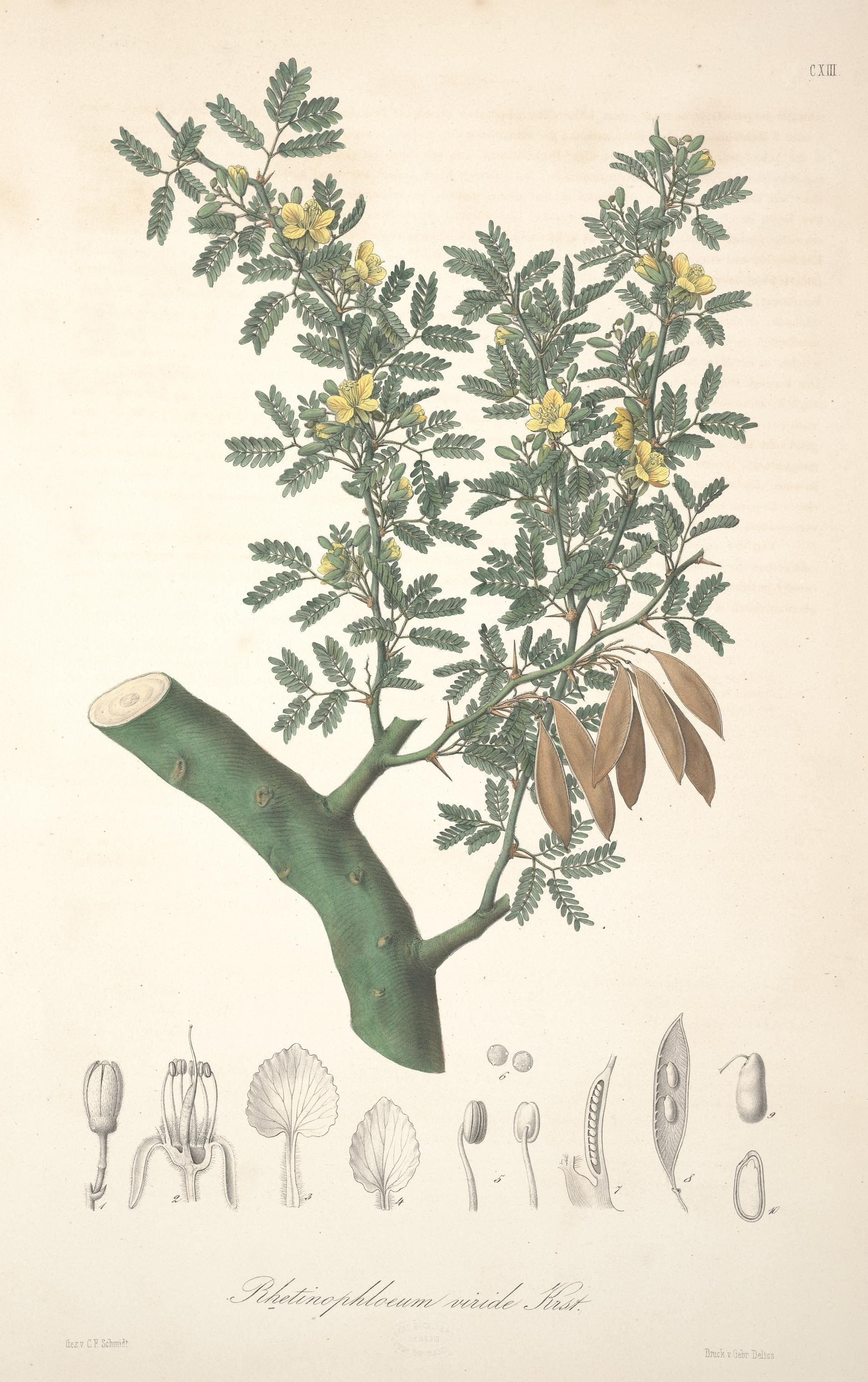

## Importancia económica y social
Su uso como proveedor de madera es nulo, solo tiene utilidad como leña y como precursor del suelo ya que posee un bajo requerimiento hídrico y fácil arraigo a suelos degradados.
Al igual que el árbol del caucho y el árbol de chicle, se le practica una incisión en el tallo, y a partir de ella exuda una sustancia gomosa (goma brea) que posee propiedades químicas y físicas similares a las de la goma arábiga y apta para su uso en la industria alimenticia, farmacéutica, pinturas, etc. Es dulce, hidrosoluble y los lugareños suelen usarla como golosina. Su color es pardo, similar al caramelo.

## Biología
Es una planta caduca, que florece a mediados de primavera, inmediatamente después de la floración del Chañar.

## Taxonomía
Parkinsonia praecox fue descrita por (Ruiz & Pav.) Hawkins y publicado en Plant Systematics and Evolution 216: 63. 1999.
Etimología
Parkinsonia: nombre genérico otorgado en honor del botánico inglés John Parkinson (1567–1650).
praecox: epíteto latíno que significa "precoz", "de maduración temprana".
Sinonimia
- Caesalpinia praecox Ruiz & Pav.
- Cercidium goldmanii Rose
- Cercidium plurifoliolatum Micheli
- Cercidium praecox (Ruiz & Pav.) Harms
- Cercidium spinosum Tul.
- Cercidium unijugum Rose
- Cercidium viride (H.Karst.) H.Karst.[9]